# Glyphiulus siamensis
Glyphiulus siamensis är en mångfotingart som beskrevs av Jean-Paul Mauriès 1983. Glyphiulus siamensis ingår i släktet Glyphiulus och familjen Glyphiulidae. Inga underarter finns listade i Catalogue of Life.